# Charly Antolini
Charly Antolini (født 24. maj 1937 i Zürich, Schweiz) er en schweizisk jazztrommeslager.
Antolini startede i et trommekorps i Basel da han var 9 år gammel. Da han var 15 år, blev han tiltrukket af jazzen og dannede sin første dixielandgruppe. Han flyttede som 18-årig til Paris hvor han akkompagnerede bl.a. Swingle Singers og amerikanske musikere, som gæstede Frankrig, såsom Albert Nicholas, Bill Coleman, og den derboende Sidney Bechet. Derefter formede han gruppen The Tremble Kids som spillede traditionel jazz og swing.
Samtidig begyndte Antolini at spille i de forskellige radio jazzgrupper i Tyskland, og begyndte at arbejde på scenen med bl.a. Max Gregers orkester og Horst Jankowskis Big Band. Han spillede også med Peter Herbolzheimer, Oscar Klein og NDR Bigband.
Spillede også med store gæstende amerikanere i Tyskland, såsom Lew Soloff, Sal Nestico og Herb Geller. Han akkompagnerede også Earl Hines, Lionel Hampton, Benny Goodman, Thad Jones , Stuff Schmidt og Art Van Damme. I 1966 lavede han sit første soloalbum "Drumbeat", for pladeselskabet MPS. I 1979 indspillede han for på pladeselskabet Jeton albummet Knock Out, der i dag anses som en trommeklassiker. Besætningen på pladen bestod af Antolini på trommer, Nippy Noya på percussion og Wolfgang Grandy-Schmid på elbas.
Antolinis magtfulde teknisk virtuose spil kan høres på mange indspilninger på plademærket MPS/BASF med mange kendte kunstnere og i eget navn.
Hans store forbilleder er Buddy Rich, Louis Bellson, Charlie Persip, Max Roach og Art Blakey. Antolini hører til en af de mest efterspurgte trommeslagerer i Europa. Han er stadig aktiv med sin egen gruppe, Jazzpower, som blev dannet i 1976 og turnerer rundt i Tyskland og Europa.

## Diskografi
- Drum Beat (1966)
- From Sticksland with Love (1967)
- Soul Beat (1968)
- In the Groove (1971)
- Atomic Drums (1972)
- Jazzpower Live (1976)
- Knock Out (1979)
- Special Delivery (1979)
- CountDown (1980)
- Crash (1982)
- Menue (1982)
- Jazzpower – Bop dance (1982)
- Finale (1983)
- Jazzpower – Caravan (1985)
- Wow (1987)
- A Swinging Affair (1989)
- Jazzpower – Cookin (1990)
- Jazzpower Recorded at the BBC studio ( 1991)
- On the Beat (1993)
- Right On (1995)
- Jazzpower Live in Concert (1997)
- Stealin Apples (1998)
- Jazzpower – Love to play (1999)
- Knock Out 2000 (2000)
- Jazzpower – Loose and easy (2001)
- Meets The Jazz Ladies (2010)
- Good Time Together - (2013)
- Special Delivery - Groove Merchant (2015)

## DVD
- Charly Antolini – The 65th Birthday Concert (2003)

## MedEugen Cicero
- Rokoko Jazz (1965)
- In Town (1965)
- Swinging Tschaikowsky (1966)
- Cicero's Chopin (1966)
- Romantic Swing (1968)
- Balkan Rhapsody (1970)
- Klavierspielereien (1971)
- Swinging Classics (1972)
- Hohepunkte (1976)
- Presenting Eugen Cicero (1978)
- Classics in Rhythm (1986)

## MedHorst Jankowski
- Traumklang og Rhythmus mit Horst Jankowski (1965)
- Horst Jankowski Quartet/Horst Jankowski med Bernies Swing Five (1978)
- Piano Interlude (1994)

## Med Art Van Damme
- Art van Damme (1967)
- The Gentle Art of Art (1967)
- Ecstasy (1967)
- Kunst in Schwarzwald (1968)
- Lullaby in Rhythm (1968)
- Kunst and four brothers (1969)
- On the Road (1969)
- The Many Moods of Art (1972)
- Invitation (1974)
- With Strings (1979)

## Med andre kunstnere
- Svend Asmussen- Jazz Fiddlin' Around (1967)
- Francis Coppieters - Rosen fur Dich (1968)
- Fatty George - Fatty '78 (1978)
- Jack Hammer - Jack Hammer Presents: This Is My Song ( 1978)
- Benny Goodman - Berlin 1980 (1996)
- Danny Moss - Steamers! (1999)
- Danny Moss - Steam Power! (2002)
- Baden Powell - Poema on Guitar (1967)
- Dieter Reith - A Happy Afternoon (1966)
- Kristian Schultze - Jazz Rock Made in Germany (2010)
- The Singers Unlimited - Feelings (2007)
- Stuff Smith - Black violin (1967)
- Joe Turner & Albert Nicholas - Joe & Nick + Two (1958)

## Eksterne kilder og henvisninger
- Biografi mm
- Charly Antolini på Allmusic
- Charly Antolini på Discogs
- Charly Antolini på MusicBrainz